# Порторож
Порторож (словен. Portorož; од италијанског Portorose што значи лука ружа) је град на Јадранском мору и један је од највећих туристичких центара у Словенији. Град се налази у општини Пиран и има око 3.000 становника. У Порторожу постоји марина, казино, велики број хотела, конгресни центар и неколико спортских објеката. У близини града, у Сечовљу, се налази Аеродром Порторож.

## Клима
| Клима Порторож (нормале 1991–2020, екстреми 1950–2020)                            | Клима Порторож (нормале 1991–2020, екстреми 1950–2020) | Клима Порторож (нормале 1991–2020, екстреми 1950–2020) | Клима Порторож (нормале 1991–2020, екстреми 1950–2020) | Клима Порторож (нормале 1991–2020, екстреми 1950–2020) | Клима Порторож (нормале 1991–2020, екстреми 1950–2020) | Клима Порторож (нормале 1991–2020, екстреми 1950–2020) | Клима Порторож (нормале 1991–2020, екстреми 1950–2020) | Клима Порторож (нормале 1991–2020, екстреми 1950–2020) | Клима Порторож (нормале 1991–2020, екстреми 1950–2020) | Клима Порторож (нормале 1991–2020, екстреми 1950–2020) | Клима Порторож (нормале 1991–2020, екстреми 1950–2020) | Клима Порторож (нормале 1991–2020, екстреми 1950–2020) | Клима Порторож (нормале 1991–2020, екстреми 1950–2020) |
| Показатељ \ Месец                                                                 | .Јан.                                                  | .Феб.                                                  | .Мар.                                                  | .Апр.                                                  | .Мај.                                                  | .Јун.                                                  | .Јул.                                                  | .Авг.                                                  | .Сеп.                                                  | .Окт.                                                  | .Нов.                                                  | .Дец.                                                  | .Год.                                                  |
| --------------------------------------------------------------------------------- | ------------------------------------------------------ | ------------------------------------------------------ | ------------------------------------------------------ | ------------------------------------------------------ | ------------------------------------------------------ | ------------------------------------------------------ | ------------------------------------------------------ | ------------------------------------------------------ | ------------------------------------------------------ | ------------------------------------------------------ | ------------------------------------------------------ | ------------------------------------------------------ | ------------------------------------------------------ |
| Апсолутни максимум, °C (°F)                                                       | 18,2 (64,8)                                            | 22,6 (72,7)                                            | 23,4 (74,1)                                            | 28,2 (82,8)                                            | 33,2 (91,8)                                            | 35,6 (96,1)                                            | 37,4 (99,3)                                            | 37,3 (99,1)                                            | 34,3 (93,7)                                            | 27,6 (81,7)                                            | 24,3 (75,7)                                            | 19,1 (66,4)                                            | 37,4 (99,3)                                            |
| Максимум, °C (°F)                                                                 | 9,3 (48,7)                                             | 10,5 (50,9)                                            | 14,2 (57,6)                                            | 18,3 (64,9)                                            | 22,7 (72,9)                                            | 27,0 (80,6)                                            | 29,4 (84,9)                                            | 29,5 (85,1)                                            | 24,7 (76,5)                                            | 19,6 (67,3)                                            | 14,5 (58,1)                                            | 10,4 (50,7)                                            | 19,2 (66,6)                                            |
| Просек, °C (°F)                                                                   | 4,9 (40,8)                                             | 5,4 (41,7)                                             | 8,7 (47,7)                                             | 12,6 (54,7)                                            | 17,2 (63)                                              | 21,4 (70,5)                                            | 23,4 (74,1)                                            | 23,0 (73,4)                                            | 18,4 (65,1)                                            | 14,1 (57,4)                                            | 10,0 (50)                                              | 6,0 (42,8)                                             | 13,7 (56,7)                                            |
| Минимум, °C (°F)                                                                  | 1,3 (34,3)                                             | 1,3 (34,3)                                             | 4,2 (39,6)                                             | 7,7 (45,9)                                             | 11,9 (53,4)                                            | 15,6 (60,1)                                            | 17,4 (63,3)                                            | 17,4 (63,3)                                            | 13,8 (56,8)                                            | 10,2 (50,4)                                            | 6,5 (43,7)                                             | 2,4 (36,3)                                             | 9,1 (48,4)                                             |
| Апсолутни минимум, °C (°F)                                                        | −13,7 (7,3)                                            | −13,1 (8,4)                                            | −10,4 (13,3)                                           | −3,7 (25,3)                                            | 0,3 (32,5)                                             | 5,1 (41,2)                                             | 8,8 (47,8)                                             | 7,6 (45,7)                                             | 4,2 (39,6)                                             | −1,7 (28,9)                                            | −6,2 (20,8)                                            | −9,9 (14,2)                                            | −13,7 (7,3)                                            |
| Количина падавина, mm (in)                                                        | 54 (2,13)                                              | 62 (2,44)                                              | 56 (2,2)                                               | 64 (2,52)                                              | 74 (2,91)                                              | 78 (3,07)                                              | 59 (2,32)                                              | 71 (2,8)                                               | 122 (4,8)                                              | 110 (4,33)                                             | 122 (4,8)                                              | 87 (3,43)                                              | 958 (37,72)                                            |
| Дани са падавинама (≥ 0.1 mm)                                                     | 11                                                     | 10                                                     | 11                                                     | 13                                                     | 14                                                     | 13                                                     | 12                                                     | 11                                                     | 12                                                     | 13                                                     | 14                                                     | 12                                                     | 146                                                    |
| Дани са снегом (≥ 0 cm)                                                           | 0,5                                                    | 0,3                                                    | 0,3                                                    | 0,0                                                    | 0,0                                                    | 0,0                                                    | 0,0                                                    | 0,0                                                    | 0,0                                                    | 0,0                                                    | 0,1                                                    | 0,3                                                    | 1,6                                                    |
| Релативна влажност, % (у 14:00 ч.)                                                | 68                                                     | 61                                                     | 57                                                     | 55                                                     | 54                                                     | 54                                                     | 50                                                     | 51                                                     | 57                                                     | 61                                                     | 65                                                     | 67                                                     | 58                                                     |
| Сунчани сати — месечни просек                                                     | 109                                                    | 134                                                    | 178                                                    | 205                                                    | 261                                                    | 280                                                    | 330                                                    | 306                                                    | 227                                                    | 167                                                    | 105                                                    | 97                                                     | 2.339                                                  |
| Извор: Slovenian Environment Agency (sun 1981–2010, humidity/snow days 1971–2000) |                                                        |                                                        |                                                        |                                                        |                                                        |                                                        |                                                        |                                                        |                                                        |                                                        |                                                        |                                                        |                                                        |